# Eupithecia incorrupta
Eupithecia incorrupta es una especie de polilla de la familia Geometridae. La especie fue descrita por primera vez por András Mátyás Vojnits habiendo sido descrita en 1984, con distribución en China. El holotipo de la especie fue descrita en el sector A-tun-tse, al norte de Yunnan y a una altitud de 4500 metros (14 763,8 pies).
Es una polilla de tamaño mediano con una envergadura de 24 milímetros (0,9 plg) y de color marrón grisáceo con un tinte amarillento con líneas oblicuas y negras. El punto discal es negro y pequeño. Tiene gran parecido a otra especie asiática, E. kobayashii.
Se ha descrito a grandes alturas en las montañas de las provincias de Yunnan, Sichuan y Shanxi, de 2000 a 3000 metros (6561,7 a 9842,5 pies) de altura sobre el nivel del mar.